# Dear Boys
Dear Boys é um mangá, posteriormente adaptado em anime que tem o enfoque em um time de basquetebol do colegial, mas além de falar do esporte fala sobre dia-a-dia dos jogadores do time. Tem como personagem principal o estudante Kazuhiko Aikawa que veio de outra escola. É semelhante ao anime Slam Dunk. No Brasil foi exibido extinto canal por assinatura Animax. Contém 26 episódios e tem como abertura a música Sound of Bounce.

## Dublagem brasileira
- Mai Moritaka - Tatiane Keplermaier
- Kazuhiko Aikawa - Alfredo Rollo

## Personagens

### Kazuhiko Aikawa
Kazuhiko Aikawa (哀川 和彦, Aikawa Kazuhiko) Seyu: Kōhei Kiyasu
- Número da camisa: 7
- Tamanho: 175 cm
- Apelidos: Aika, Ai-chan
- Aniversário: 9 de Junho
- Posição: Small Forward (SF - Ala)

Ele é quem convenceu os outros jogadores a jogarem basquete de novo. Ele lembra a todos a diversão que é jogar basquete unidos e com pessoas de quem você gosta, ele era o capitão da escola Tendõji e foi MVP do campeonato quando jogava lá, no Tendõji jogava como PF (Point Forward - Ala-Pivô) mesmo com seus 1,75cm (pois ele tem um pulo muito alto), mesmo sendo pequeno ele é capaz de enterrar.
Ele é considerado um gênio e suas habilidades parecem melhorar a cada jogo. Seus melhores amigos são: Masato Sawanobori, a estrela do Tendõji (após a saída de Aikawa) e PG (Point Guard - Armador) titular do time, e Fujiwara Takumi, o capitão do Mizuho.
Ele sempre consegue fazer os jogadores ficarem com mais vontade de vencer e jogar, não importa a dificuldade do jogo.
Ele é romanticamente envolvido com Mai Moritaka do time feminino.

### Takumi Fujiwara
Takumi Fujiwara (藤原 拓弥, Fujiwara Takumi) Seyu: Masaya Matsukaze
- Número da camisa: 4
- Altura: 184 cm
- Apelido: Fujiwara-chan, Taku
- Posição: Point Guard (PG - Armador)

Fujiwara é um estudante do segundo ano de Mizuho. Seu apelido "Taku" só é utilizado por seus amigos mais próximos e ele é romanticamente envolvido com Mutsumi Akiyoshi do time feminino. Fujiwara aparente ser um amigo muito próximo do seu companheiro desde a infância, Miura Ranmaru.
Ele se envolvou num incidente onde ele deu um soco no seu antigo técnico quando ele estava no primeiro ano
O técnico se transferiu de escola e o time de basquete de Mizuho foi banido do campeonato intercolegial durante 1 ano.
Uma vez, ele teve uma lesão no seu joelho esquerdo, em um jogo onde ele tentou salvar a bola mas acabou caindo por baixo de seu companheiro Miura e um adversário, chocando seu joelho contra o chão.
Anzaki (Assistente do time) insiste para que ele vá tratar o joelho e, depois de muito pedir, ele aceita.
Fujiwara é o capitão do time de basquete de Mizuho e titular na posição de armador.

### Ranmaru Miura
Ranmaru Miura (三浦 蘭丸, Miura Ranmaru) Seyu: Ken Takeuchi
- Número da camisa: 8
- Altura: 173 cm
- Posição: Shooting Guard (SG - Ala-Armador)

Miura é uma pessoa de personalidade calma e quieta. Ele é o melhor amigo de Fujiwara desde os tempos de ensino fundamental. Miura não tem uma boa resistência no começo da série. Ele joga na posição de Ala - Armador (SG) e é um dos grandes arremessadores de 3 pontos do time. Ele também tem bastante talento em desarmar os oponentes. Ele um dos únicos do anime capazes de fazer cestas de 3 com Fade Away (Pulo para trás e arremesso)
Durante o jogo contra Kadena Nishi, ele é forçado a arremessar na distância que seria a linha de 3 da NBA para ajudar seu time a vencer. Infelizmente, ele se machuca por causa de uma falta feita por Kenta Shimabukuro. Ele é obrigado a não participar do jogo seguinte.
Miura estuda no Mizuho e é colega de time de Fujiwara desde o ensino fundamental. Ele sempre se culpa pela lesão do joelho de Fujiwara, porque seria ele quem iria cair no chão e não Fuji. No anime, Keiko Ogami (apelidada de "giganta") do time feminino, parece ter uma queda por ele.

### Tsutomu Ishii
Tsutomu Ishii (石井 努, Ishii Tsutomu) Seyu: Tatsuhisa Suzuki
- Número da camisa: 6
- Altura: 190 cm
- Posição: Power Forward (PF - Ala - Pivô)

Ishii é uma pessoa de "pavio curto". Ele sempre é avisado que seu principal defeito é ser facilmente provocado pelos rivais e acaba cometendo faltas bobas e arremessos errados.
Mas, com o passar do tempo, ele vai adquirindo maturidade e suas habilidades vão crescendo e ele melhora. Ele joga na posição de Ala - Pivô (PF) no time. Aparenta ser muito amigo de Dobashi, a quem ele chama de "velhão", sendo que os dois jogam juntos desde o ensino fundamental. Ishii estudava na escola Takakura antes de vir para Mizuho.

### Kenji Dobashi
Kenji Dobashi (土橋 健二, Dobashi Kenji) Seyu: Katsuyuki Konishi
Dobashi é o maior da equipe. Ele lembra Miura e tem uma personalidade tranquila. Embora as pernas não são fortes, ele prova a seus companheiros que ele pode roubar, rebotar e defender melhor do que nunca. Ele joga na posição de centro no time. Ele é frequentemente chamado de "velhão" por Ishii causa de seu cabelo e aparência. No anime, antes do campeonato provincial, ele mudou de penteado. Como a história passa, ele foi um dos pilares para a equipe e sua presença é sentida. Sempre que ele foi ferido, o desempenho da equipe irá mal, porque todo mundo espera que ele esteja lá ser o cara principal na defesa.